# Alexander Rudd
Alexander Paul Rudd (Preston, 21 september 1981) is een Engelse, bekroonde componist, songwriter en dirigent die werkzaam is in film, televisie, theater en de concertzaal.
Op zestienjarige leeftijd won Rudd de prijs voor Nationaal Jong Componist van het Jaar. Hij is een Fulbright Scholar  en studeerde aan het Trinity College of Music en de University of Southern California.  In 2009 ontving Rudd een UK Film Council Award, waarmee hij de mogelijkheid kreeg om te werken en studeren in Los Angeles. Zijn mentor is de Amerikaanse componist en songwriter Randy Newman.

## Vroege leven
Rudd was leerling aan Our Lady's High School in Fulwood, Preston – al bracht hij ook twee jaar door op Stonyhurst College, een jezuïtisch-katholiek internaat in het noorden van Engeland. Vanaf zijn zestiende werkte hij als pianist en zanger-entertainer in bars en clubs door heel het Verenigd Koninkrijk. Hij studeerde compositie aan het Trinity College of Music bij Alwynne Pritchard, die hem kennis liet maken met het werk van hedendaagse componisten zoals Xenakis, Ligeti, Schönberg en Messiaen. In de avonden trad hij op als vaste jazz-zanger en pianist in Londense hotels zoals The Dorchester, Claridge’s en The Savoy. Ook gaf hij pianoles en werkte hij als muzikaal leider op James Allen’s Girls’ School in Dulwich. In deze periode ontmoette hij componist Howard Blake, die hem aanmoedigde een carrière als filmcomponist na te streven.

## Muzikale carrière
Rudd werkt in veel verschillende stijlen en genres. Zijn carrière begon in het theater en hij componeerde de muziek voor talloze toneelstukken, waaronder samenwerkingen met het Royal National Theatre, The Old Vic, The Barbican, Plymouth Theatre Royal, Sheffield Theatres, Liverpool Everyman, West Yorkshire Playhouse, Watford Palace Theatre, Greenwich Theatre en het Traverse Theatre in Edinburgh.
Rudd was medeoprichter van Wild Oats, een theatergezelschap met als doel “spannende nieuwe toneelwerken aan Britse publiek te presenteren”. Hij schrijft musicals en componeerde Force 9 & ½ samen met John Nicholson (Peepolykus), dat een Musical Theatre Award won op het Edinburgh Festival.
Rudd werkt regelmatig samen met schrijfster en tekstschrijfster Jenifer Toksvig. Samen schreven ze drie musicals, waaronder The Stones Are Hatching, een bewerking van het boek van Geraldine McCaughrean, en The Queen of Snow, dat in opdracht werd geschreven voor het Yvonne Arnaud Theatre in Guildford.
Rudd is een groot voorstander van Youth Music Theatre UK en ontving meerdere compositieopdrachten van het gezelschap. Hij werkte samen met theatergroep Hoipolloi aan The Doubtful Guest, gebaseerd op het gelijknamige boek van Edward Gorey.
Als filmcomponist is hij bijzonder actief. Hij componeerde onder meer voor de Warner Brothers-film Unknown met Liam Neeson in de hoofdrol. In 2010 werkte hij mee aan het laatste seizoen van Lost, waarvoor hij het slotseizoen van Michael Giacchino’s muziek bewerkte. Hij componeerde en dirigeerde ook de partituur van de bekroonde korte film Thule, geregisseerd door Robert Scott Wildes.

## Concertmuziek
In 2005 was Rudd de uitgelichte Britse componist tijdens de International Artists Workshop, georganiseerd door de Europese Unie. Sindsdien zijn zijn concertwerken uitgevoerd in Europa, het Verenigd Koninkrijk en de Verenigde Staten.

### Selectie van concertwerken
- Amor Volat Undique' In opdracht van het Institut Européen de Chant Choral, in première gegaan in het Grand Ducal Institute in Luxemburg, 2007
- Her Number Was Not Called In opdracht van Verin Exil in Wenen ter ere van het werk van de Oostenrijkse beatdichteres Ruth Weiss, 2006
- Resolution In opdracht van de Virtuosi della Fenice, in première gegaan in Teatro La Fenice, Venetië, 2006
- Furore Voor symfonieorkest en tape, in première gegaan in Blackheath Halls, Londen, 2005

Dit artikel of een eerdere versie ervan is een (gedeeltelijke) vertaling van het artikel Alexander Rudd op de Engelstalige Wikipedia, dat onder de licentie Creative Commons Naamsvermelding/Gelijk delen valt. Zie de bewerkingsgeschiedenis aldaar.